# Epipolasis maraensis
Epipolasis maraensis är en svampdjursart som beskrevs av Kang och Thomas Robertson Sim 2008. Epipolasis maraensis ingår i släktet Epipolasis och familjen Halichondriidae. Inga underarter finns listade i Catalogue of Life.